# Das auserwählte Kind
Das auserwählte Kind   (englisch Unmistaken Child) ist ein Dokumentarfilm von Nati Baratz von 2008 über die Suche nach der Reinkarnation eines verstorbenen tibetischen Lamas.

## Inhalt
Der Film dokumentiert die Suche des 28-jährigen buddhistischen Mönchs Tenzin Zopa nach seinem verehrten Lehrer den Lama Geshe Konchog, der 2001 im Alter von 82 Jahren gestorben war.
Er durchreist dafür verschiedene Gegenden in Nepal (und Tibet?) und findet schließlich  einen kleinen Jungen, der der Gesuchte sein könnte.

## Hintergründe und Aufführungen
Der  israelische Dokumentarfilmer Nati Karatz  besuchte Seminare des buddhistischen Mönchs Tenzin Zopa, bei denen dieser auch von der Suche nach seinem Lehrer erzählte. Er beschloss daraufhin, diese Suche mit der Kamera zu begleiten.
Die Aufnahmen mussten zunächst geheim bleiben und durften  erst einige Zeit nach der  erfolgreichen Beendigung der Suche veröffentlicht werden.
Der Film wurde in Zusammenarbeit mit den Fernsehanstalten ITVS International, BBC, Arte France 4 und Channel 8 produziert.
Die erste Aufführung fand am 8. September 2008 beim Toronto Film Festival statt, danach wurde der Film bei weiteren    Festivals gezeigt, darunter auch bei der Berlinale, und erhielt über zehn Filmpreise. Er wurde auch mehrfach bei Arte gezeigt.